# Ủy ban Thống nhất Hòa bình Tổ quốc
Ủy ban Thống nhất Hòa bình Tổ quốc hay Ủy ban Thống nhất Hòa bình Triều Tiên (CPRK) từng là một cơ quan nhà nước của Cộng hòa Dân chủ Nhân dân Triều Tiên nhằm thúc đẩy thống nhất bản đảo Triều Tiên. Kể từ khi Chiến tranh Triều Tiên kết thúc năm 1953, bán đảo Triều Tiên dã bị chia cắt thành Cộng hòa Dân chủ Nhân dân Triều Tiên quản lý phía bắc và Đại Hàn Dân quốc quản lý phía nam. Cơ quan này bi giải thể vào tháng 1 năm 2024 sau khi Kim Jong-un từ bỏ mục tiêu thống nhất.

## Tổng quan
CPRK không phải là một cơ quan chính phủ, mà là một nhánh của Mặt trận Thống nhất của Đảng Lao động Triều Tiên; sự khác biệt nhằm nhấn mạnh quan điểm của chính phủ CHDCND Triều Tiên rằng chính quyền miền Nam là bất hợp pháp và không nên để các cơ quan chính thức xử lý. Nó được thành lập vào ngày 13 tháng 5 năm 1961 như là một phần trong phản ứng đang diễn ra của Bình Nhưỡng đối với Cách mạng Tháng Tư Hàn Quốc của năm trước đó đã dẫn đến sự từ chức của Lý Thừa Vãn. Thông báo đơn thuần về sự thành lập của CPRK được cho là đã làm trầm trọng thêm sự bất ổn chính trị ở miền Nam và góp phần vào sự thành công của cuộc đảo chính của tướng Park Chung-hee ba ngày sau đó. Sau khi thành lập Ủy ban, chính sách thống nhất của Bình Nhưỡng đã chuyển sang các biện pháp chủ động hơn nhằm kích động chính quyền miền Nam và kích động một cuộc cách mạng nội bộ Cộng sản ở đó; Bình Nhưỡng đã ký kết thêm các thỏa thuận quân sự với Trung Quốc và Liên Xô, chiếm được USS Pueblo, cố gắng ám sát Park Chung-hee vào năm 1968 trong sự kiện được gọi là Blue House Raid, và bắn hạ một máy bay Mỹ vào năm sau. CPRF tiến hành các hoạt động tuyên truyền ở Hàn Quốc và các nơi khác ở nước ngoài. Trong phiên họp thứ tư của Hội đồng Nhân dân Tối cao lần thứ 13 (SPA) vào ngày 29 tháng 6 năm 2016, ủy ban đã được tổ chức lại và nâng lên thành một cơ quan nhà nước.
Vào ngày 15 tháng 1 năm 2024, Hội nghị Nhân dân Tối cao Triều Tiên đã chính thức giải thể ủy ban cùng với hai cơ quan nhà nước khác tập trung vào việc thống nhất hai miền là là Cục Hợp tác Kinh tế Quốc gia và Cục Du lịch Quốc tế Kumgangsan.

## Tư cách thành viên
Các phó chủ tịch trước đây của CPRF bao gồm:
- Choe Deok-sin (cho đến năm 1989) [6]
- Kim Yong-sun (cho đến 2003) [7]
- Kim Ki-nam (khoảng năm 2005) [8]